# Rémi Bonfils
Pour les articles homonymes, voir Bonfils.

a Compétitions nationales et continentales officielles uniquement.

b Matchs officiels uniquement.
Dernière mise à jour le 4 avril 2023.
Rémi Bonfils, né le 26 septembre 1988 à Paris, est un joueur international français de rugby à XV évoluant au poste de talonneur au Stade français Paris durant sa toute sa carrière professionnelle de 2010 à 2019. Avec ce club, il remporte le  Championnat de France en 2015 et le Challenge européen en 2017. Il compte également deux capes en équipe de France, lors de la tournée d'été 2016.
Après la fin de sa carrière professionnelle, il se reconvertit en tant qu'entraîneur.

## Carrière

### En club
Rémi Bonfils est d'abord formé au club de Villiers sur marne, Rugby Club de Vincennes, puis au Paris université club avant de signer au Stade français Paris.
Il joue son premier match avec l'équipe professionnelle le 20 août 2010 contre le Stade rochelais. Il obtient sa première titularisation en Top 14 en mars 2011.
En 2015, il est titulaire lors de la finale de Top 14 remportée face à Clermont. Deux ans plus tard, il remporte également le Challenge européen.
Durant la saison 2016-2017, Rémi Bonfils joue 19 matchs marquant deux essais. Le Stade français se qualifie jusqu'en finale du Challenge européen où il affronte les Anglais de Gloucester. Pour ce match, il est titularisé en première ligne et son équipe s'impose sur le score de 25 à 17,. En championnat, les Parisiens terminent à la septième place et ne qualifient donc pas pour les phases finales.
Il est contraint d'arrêter sa carrière prématurément en décembre 2019, à 31 ans, après une énième commotion cérébrale et dix ans avec le Stade français. La dernière en date, le 7 septembre, contre l'Aviron bayonnais. Il déclarera à L'Équipe « J'ai fait plusieurs commotions tout au long de ma carrière. Elles ont toujours été très bien prises en charge par mes différents médecins… Le souci, c'est que j'en ai fait quatre très rapprochées depuis le mois de janvier 2019. J'ai commencé à avoir des débuts de symptômes : vertiges, maux de tête, problèmes de concentration. Dès que j'étais dans une pièce avec du monde et du bruit, j'avais l'impression d'être sur un bateau, que tout tournait autour de moi. C'était aussi devenu difficile de discuter avec quelqu'un. Et puis surtout, je ressentais pas mal de fatigue ».

### En équipe nationale
En novembre 2009, Rémi Bonfils est sélectionné avec l'équipe XV Europe pour affronter les Barbarians français  au Stade Roi Baudouin à Bruxelles à l'occasion du 75e anniversaire de la FIRA – Association européenne de rugby. Les Baa-Baas l'emportent 26 à 39.
En novembre 2013, il est sélectionné dans l'équipe des Barbarians français pour affronter les Samoa au Stade Marcel-Michelin de Clermont-Ferrand.
En juin 2016, Guy Novès l'appelle dans le groupe sélectionné en équipe de France pour disputer la tournée d'été en Argentine sans les demi-finalistes du Top 14. Il marque un essai lors de sa première sélection le 19 juin 2016. Il joue deux matchs de lors cette tournée.
En novembre 2016, il est de nouveau sélectionné avec les Barbarians français pour affronter une sélection australienne au Stade Chaban-Delmas de Bordeaux. Les Baa-Baas parviennent à s'imposer 19 à 11 grâce à un essai de Raphaël Lakafia à la 77e minute.
En juin 2017, il est une nouvelle fois convoqué pour jouer avec les Barbarians français qui affrontent l'équipe d'Afrique du Sud A les 16 et 23 juin en Afrique du Sud. Titulaire lors du premier match puis remplaçant pour le second, les Baa-baas s'inclinent 36 à 28 à Durban puis 48 à 28 à Soweto.

### Carrière d'entraîneur
Il devient entraîneur de la touche et de la défense du Biarritz olympique à partir de la saison 2024/2025.

## Statistiques

### En équipe de France
Rémi Bonfils compte deux sélections en équipe de France pour un essai marqué.
| Année | Compétition | Matchs | Points |
| ----- | ----------- | ------ | ------ |
| 2016  | Test matchs | 2      | 5      |
| Total | Total       | 2      | 5      |

## Palmarès
- Stade français
  - Finaliste du Challenge européen en 2011
  - Vainqueur du Championnat de France en 2015
  - Vainqueur du Challenge européen en 2017